# Luis Lucchetti
Luis Alberto Lucchetti (La Plata, 18 novembre 1902 – Buenos Aires, 6 agosto 1990) è stato uno schermidore argentino, vincitore di una medaglia di bronzo nella scherma ai giochi olimpici.
Era fratello dello schermidore Héctor Lucchetti.